# Ahasver (film)
Ahasver je němý film Jaroslava Kvapila z roku 1915. Pojednává o malířce (Růžena Nasková), která hledá prototyp Žida pro předlohu ke svému zamýšlenému obrazu. Díky svému manželovi (Karel Hašler) jej najde v jednom zarostlém tulákovi. Předtím, než si domluví, že namaluje jeho portrét, mu dá pár peněz, čímž se její plány na obraz zhatí, neboť tulák za dané peníze navštíví holiče.

## Obsazení
| Růžena Nasková       | malířka Sidonie Pimzlíková |
| Karel Hašler         | malířčin manžel Valentin   |
| Eugenie Engelbertová | domovnice Pepička Tučná    |
| Karel Kolár          | vousatý model v kočáru     |
| Vladimír Merhaut     | harfeník Břinkal           |
| Eugen Wiesner        | holič Břitva               |
| Julius Stallich      | muž na schodech            |
| Karel Váňa           | domovník Drbal             |

## Tvůrci a štáb
- Námět, scénář a režie: Jaroslav Kvapil
- Kamera: Josef Brabec